# Roses Are Red
"Roses Are Red" (ook uitgebracht als "Roses Are Red (My Love)") is een lied van de Amerikaanse popzanger Bobby Vinton uit 1962.
Het nummer is geschreven door Paul Evans en Al Byron. Bobby Vinton vond het nummer in een stapel afgekeurde nummers bij Epic Records. Hij nam het eerst op als een R&B-nummer, maar nam het in februari 1962 opnieuw op in een langzamere versie. Deze versie, opgenomen in New York, had muzikale ondersteuning van een orkest onder leiding van Robert Mersey. 
Het werd in april van dat jaar op single uitgebracht. Het bereikte de nummer 1-positie in Australië, Nieuw-Zeeland, Noorwegen, Zuid-Afrika en de Verenigde Staten. Het was de eerste Amerikaanse nummer 1-hit voor Epic Records. In Nederland werd een derde positie gehaald, in Vlaanderen de vijfde.
Direct na het uitkomen van de single werd het nummer gecoverd door de Noord-Ierse zanger Ronnie Carroll. Deze versie werd een top 10-hit in het Verenigd Koninkrijk en Ierland, maar wist daarbuiten de hitlijsten niet te halen. Het nummer is ook gecoverd door David MacBeth (1962),Jim Reeves (1963), en Caterina Valente (als Rosen Sind Rot, 1962).

## NPO Radio 2 Top 2000
| Nummer met noteringen in de NPO Radio 2 Top 2000 | '99  | '00  |
| ------------------------------------------------ | ---- | ---- |
| Roses Are Red                                    | 1744 | 1876 |

1. ↑  Een vetgedrukt getal geeft de hoogste notering aan.
2. ↑  Deze tabel is bijgewerkt tot en met de laatste editie (2024).